# Sanremo Festival '92
Sanremo Festival '92 è una compilation pubblicata dall'etichetta discografica EMI nel febbraio 1992.
Si tratta di uno dei due album contenenti brani partecipanti al Festival di Sanremo 1992.
Dei 15 brani, 8 sono stati proposti nella manifestazione da artisti della sezione "Campioni", 6 da artisti della sezione "Novità", uno da un artista ammesso alla sezione "Campioni" il cui brano è stato squalificato pochi giorni prima dell'inizio del Festival perché risultato non inedito.

## Tracce
1. Riccardo Fogli - In una notte così
2. Luca Barbarossa - Portami a ballare
3. Bracco Di Graci - Datemi per favore
4. Statuto - Abbiamo vinto il Festival di Sanremo
5. Matia Bazar - Piccoli giganti
6. Tosca - Cosa farà Dio di me
7. Alessandro Bono ed Andrea Mingardi - Con un amico vicino
8. Lina Sastri - Femmene 'e mare
9. Ricchi e Poveri - Così lontani
10. Gatto Panceri - L'amore va oltre
11. Mariella Nava - Mendicante
12. Scialpi - È una nanna
13. Aeroplanitaliani - Zitti zitti
14. Franco Fasano e Flavia Fortunato - Per niente al mondo
15. Jo Squillo - Me gusta il movimento